# Sly (groupe)
Pour les articles homonymes, voir Sly.
Sly est un groupe de heavy metal japonais, originaire d'Osaka. Le groupe est formé en 1994. Il compte au total quatre albums studio, un EP, et deux vidéos, avant sa séparation en 1998.

## Biographie
Sly est formé en 1994, à Osaka, d'ex-membres de groupe populaires, notamment le chanteur Minoru Niihara et le batteur Munetaka Higuchi, alors ex-membres du groupe Loudness. Cette même année, le groupe publie son premier album studio, éponyme, le 23 novembre, au label Ariola. Il est formé par Minoru Niihara, à la période de son renvoi de Loudness. L'année suivante, en 1995, le groupe publie son deuxième album studio, Dreams of Dust, le 23 août. En 1996, ils publient leur troisième album studio, Key, au label BC Concepts. 
Ils signent par la suite au label East West Japan, où ils publient leur quatrième et dernier album studio intitulé Vulcan Wind en 1998. Cette même année, Sly se sépare. Pour Minoru, la séparation du groupe est liée à un mauvais fonds de commerce. Après la séparation de Sly, les membres rejoindront à nouveau Loudness en 2000, tandis que le guitariste Shinichiro Ishihara participe à la reformation de son ex-groupe, Earthshaker, en 1999.

## Membres
- Minoru Niihara (二井原実?) – chant (alors ex-Loudness, ex-Ded Chaplin, futur X.Y.Z.→A alias Asian Typhoon)
- Shinichiro Ishihara (石原慎一郎?) – guitare (alors ex-Earthshaker)
- Koichi Terasawa (寺沢功一?) – basse (ex-Blizard)
- Munetaka Higuchi (樋口宗孝?) – batterie (alors ex-Loudness)

## Discographie

### Albums studio
- 1994 : Sly
- 1995 : Dreams of Dust
- 1996 : Key
- 1998 : Vulcan Wind

### EP
- 1995 : Loner

### Vidéos
- 1995 : Live Kingdom Come
- 1996 : Live Dreams of Dust